# توییت‌ها
توییت‌ها (انگلیسی: The Twits) یا توییتس یک رمان کودکان اثر نویسنده بریتانیایی رولد دال است. این کتاب نخستین بار توسط جاناتان کیپ منتشر شد. این داستان شامل توییت‌ها (آقا و خانم توییت)، یک زوج کینه‌توز، بیکار و ژولیده است که به‌طور مداوم با یکدیگر شوخی‌های ناخوشایند می‌کنند و شرارت شیطانی خود را بر روی میمون‌های خانگی خود اعمال می‌کنند. انزجار دال از ریش، الهام بخش شخصیت آقای توییت بود. همان‌طور که خود اظهار داشت، او کتاب توییت‌ها را در تلاش برای «انجام کاری علیه ریش» نوشت. پنگوئن بوکس دوبار این کتاب را در قالب کتاب صوتی، در سال ۲۰۰۱ با خوانش سیمون کالو و در سال ۲۰۲۳ با خوانش ریچارد آیوادی منتشر کرده است.

## نسخه‌ها
- شابک ‎۰−۱۴۰−۸۶۸۳۳-X (کاست خوانده شده توسط سیمون کالو، ۲۰۰۱)
- شابک ‎۰−۱۴۱−۸۰۵۶۳−۳ (سی‌دی صوتی خوانده شده سیمون کالو، ۲۰۰۴)
- شابک ‎۹۷۸−۰۱۴۱۳۷۰۳۷۸ (سی‌دی صوتی خوانده شده توسط ریچارد آیوادی، ۲۰۲۳)
- شابک ‎۰−۲۲۴−۰۶۴۹۱−۶ (گالینگور، ۲۰۰۳)
- شابک ‎۰−۱۴−۱۳۰۱۰۷−۴ (شومیز، ۲۰۰۲)
- شابک ‎۰−۳۷۵−۸۲۲۴۲−۹ (گالینگور، ۲۰۰۲)
- شابک ‎۰−۱۴−۱۳۱۱۳۸-X (شومیز، ۲۰۰۱)
- شابک ‎۰−۱۴−۰۳۴۶۴۰−۶ (شومیز، ۱۹۹۱)
- شابک ‎۰−۱۴−۰۳۱۴۰۶−۷ (شومیز، ۱۹۸۲)
- شابک ‎۰−۲۲۴−۰۱۸۵۵−۸ (گالینگور، ۱۹۸۰)